# Before We Vanish
Before We Vanish (散歩する侵略者, Sanpo suru shinryakusha, Wandelende indringers) is een Japanse film uit 2017, geschreven en geregisseerd door Kiyoshi Kurosawa.

## Verhaal
Shinji en Narumi zijn een gelukkig koppel tot op een dag dat Shinji verdwijnt. Een week later komt hij terug thuis, maar zijn gedrag is helemaal veranderd. Als Narumi vraagt waar hij is geweest, vertelt hij haar dat hij gewoon gaan wandelen is en een bezoek aan specialisten brengen ook niks aan het licht. Wanneer een reeks gewelddadige gebeurtenissen het leven in de stad verstoren, verklaart Shinji dat hij een buitenaards wezen is dat het lichaam van zijn gastheer overgenomen heeft en dat zijn ras een invasie op de aarde voorbereidt.

## Rolverdeling
| Acteur          | Personage   |
| --------------- | ----------- |
| Masami Nagasawa | Narumi Kase |
| Ryuhei Matsuda  | Shinji Kase |
| Hiroki Hasegawa | Sakurai     |
| Mahiro Takasugi | Amano       |

## Release en ontvangst
Before We Vanish ging op 21 mei 2017 in première op het filmfestival van Cannes in de sectie Un certain regard. De film kreeg overwegend positieve kritieken van de filmcritici met een score van 76% op Rotten Tomatoes, gebaseerd op 38 beoordelingen. In België is de film gedistribueerd door Imagine. De Nederlandse vertaling is door Geert van Bremen.